# Porto Rico aux Jeux paralympiques d'hiver de 2022
Porto Rico participe aux Jeux paralympiques d'hiver de 2022 à Pékin en Chine du 4 au 13 mars 2022. Il s'agit de sa première participation à des Jeux paralympiques d'hiver.
La délégation est très restreinte avec un seul skieur assis, Orlando Perez.

## Compétition

### Ski alpin
Orlando Perez, originaire de Caguas, a servi dans l'armée américaine et a été blessé dans l'exercice de ses fonctions, le laissant paralysé au niveau de la taille aux pieds. Il pratique d'abord le basket-fauteuil et prend sa retraite sportive en 2017. Il se fixe alors comme objectif d'être le premier portoricain à participer aux jeux paralympiques d'hiver. Il est alors invité par Comité international paralympique à concourir, même si un problème administratif a failli empêcher sa venue.
| Athlète       | Épreuve              | Manche 1 | Manche 1 | Manche 2 | Manche 2 | Total | Total |
| Athlète       | Épreuve              | Temps    | Rang     | Temps    | Rang     | Temps | Rang  |
| ------------- | -------------------- | -------- | -------- | -------- | -------- | ----- | ----- |
| Orlando Perez | Slalom géant - Assis | DNF      | DNF      | NC       | NC       | NC    | NC    |
| Orlando Perez | Slalom - Assis       | DNF      | DNF      | NC       | NC       | NC    | NC    |